# 超複素解析
数学における超複素解析（ちょうふくそかいせき、英: hypercomplex analysis）は、実解析や複素解析を函数の引数が多元数（超複素数）である場合の研究に拡張するものである。そのもっとも単純な例が、四元数を引数にとる四元変数函数論（四元数解析）であり、また分解型複素数を引数に取る分解型複素変数函数論である。
数理物理学において用いられる超複素数系にクリフォード代数と呼ばれるものがある。クリフォード代数に引数をとる函数の研究はクリフォード解析と言う。
行列もまた超複素数として扱いうる対象である。例えば、二次の実正方行列変数の函数の研究は、超複素数の空間の位相がその函数論を決定することを示している。行列の平方根、行列の指数函数、行列の対数函数は超複素解析の基本的な例である。対角化可能行列の函数論は固有分解を持つから、特に見通しがよい。実際、Ei を適当な射影行列として、T = ∑N
i=1 λi Ei と書けるならば、任意の多項式 f に対して、f(T)= ∑N
i=1 f(λi) Ei と計算できる。 
現代的な用語法では、「多元数の体系」を多元環 (algebra) と呼ぶ。応用上現れる多元環は、コーシー列が必ず収束するというバナッハ多元環（バナッハ代数）になっているものも多く、したがってそのような場合の函数論は数列や級数によって豊饒化 (enrich) されている。この文脈において、複素変数の場合の正則函数に当たる概念の拡張は、正則汎函数計算によって展開されている。バナッハ代数上の超複素解析は函数解析学と呼ばれるものである。